# Romain Girbal
Pour les articles homonymes, voir Girbal.
 (juillet 2025).
Si vous disposez d'ouvrages ou d'articles de référence ou si vous connaissez des sites web de qualité traitant du thème abordé ici, merci de compléter l'article en donnant les références utiles à sa vérifiabilité et en les liant à la section « Notes et références ».
Romain Girbal (né le 6 septembre 1983) est un entrepreneur et business angel français.
Depuis 2016, il investit dans des start-ups en France et dans le monde dans des secteurs aussi variés que l'éducation, l'industrie, les services financiers ou encore l'e-commerce. Romain Girbal est Président et cofondateur de Alliance Minière Responsable, société qui possède un droit d'exploitation sur un gisement de bauxite en Guinée.

## Études
Après des études le droit des affaires français et espagnol à l'Université de Paris X (Nanterre) et le commerce international à l'Université Carlos III (Madrid), il obtient en 2007 un master en droit des affaires et management international à HEC Paris. Par la suite, il a fait du mannequinat en Angleterre.
Romain Girbal est diplômé de la Harvard Business School où il a étudié le programme pour entrepreneur OPM.

## Carrière
En 2007, Romain Girbal a travaillé comme consultant junior en financements structurés chez Glencore à Londres, une société de négoce de matières premières et minières. En 2008, il est nommé responsable du service juridique de Harvest Energy, fournisseur de carburant routier.

## Business angel
En tant que business angel, Romain Girbal a étudié des centaines d’opportunités et a investi dans une quinzaine de start-ups. Il a investi dans Pigzbe, une tirelire digitale pour enfants utilisant la technologie blockchain pour leur enseigner les principes de la finance.
Il a également été directeur général et membre du conseil d'administration d'IB2. En 2016, il investit dans SENDITOO, une application spécialisée dans les transferts d'argent. Girbal détient des actions de la société de fitness FITHOUSE, basée à New York.
Romain Girbal a fait partie des business angels les plus actifs en France en 2018 et compte parmi le Top 12 des business angels de moins de 35 ans selon Angelsquare,.

## Alliance Minière Responsable
En 2015, il cofonde avec Thibault Launay, Alliance Minière Responsable (AMR), une société qui développe des projets miniers en Afrique dans le respect de l'environnement et des communautés locales. Romain Girbal et Thibault Launay ont développé un programme de conservation de la forêt, proposant de replanter des arbres après l'exploitation du sol et du sous-sol.
Les deux entrepreneurs bénéficient alors du soutien d'Arnaud Montebourg et d'investisseurs comme Anne Lauvergeon (ex-PDG d'Areva), Édouard Louis-Dreyfus (Louis Dreyfus Armateurs), Alain Mallart (Groupe Energipole), Daniel Lebard (ISPG) et Xavier Niel (Iliad),,.